# Парадоксы в стиле рок
«Парадоксы в стиле рок» — советский мультипликационный фильм для взрослых.

## Сюжет
Фильм состоит из пяти иронических новелл, посвящённых глобальным проблемам конца XX века: «Экология», «Демография», «Акселерация», «НТР», «Стресс».

## Создатели
| Авторы сценария                            | Михаил Липскеров, Ефим Гамбург                                                                      |
| Кинорежиссёр                               | Ефим Гамбург                                                                                        |
| Художник-постановщик                       | Игорь Макаров                                                                                       |
| Музыка ансамбля «Рок-Ателье», руководитель | Крис Кельми                                                                                         |
| Звукооператор                              | Владимир Кутузов                                                                                    |
| Кинооператоры                              | Михаил Друян, Александр Пекарь                                                                      |
| Рисованная мультипликация                  | Александр Мазаев, Наталья Богомолова, Олег Комаров, Галина Зеброва, Марина Восканьянц, Иосиф Куроян |
| Компьютерная мультипликация                | Виталий Файн, Леонид Ярославский, Валерий Суханов, Илья Бокштейн                                    |
| Редактор                                   | Раиса Фричинская                                                                                    |
| Директор съёмочной группы                  | Николай Евлюхин                                                                                     |